# Nehdorf
Nehdorf ist ein Gemeindeteil des Marktes Weidenbach im Landkreis Ansbach (Mittelfranken, Bayern). Nehdorf liegt in der Gemarkung Leidendorf.

## Geografie
Das Dorf liegt in einer Talsohle zwischen Winterschneidbach im Norden, Wolframs-Eschenbach im Osten, Weidenbach-Triesdorf im Süden und Burgoberbach im Westen. Durch den Ort fließt der Irrebach, ein linker Zufluss der Altmühl, und es mündet dort der Krätzergraben als rechter Zufluss des Irrebachs. Im Norden liegt das Klingenfeld, im Südosten der Schelmenbuck, 1 km östlich erhebt sich der Rosenberg (478 m ü. NHN).
Der Ort liegt an der Bundesstraße 13 zwischen Ansbach und Gunzenhausen. Die Staatsstraße 2249 führt nach Burgoberbach (2 km westlich). Gemeindeverbindungsstraßen führen nach Winterschneidbach zur Kreisstraße ANs 1 (1,3 km nördlich) und nach Weiherschneidbach (1 km südwestlich). Ein Anliegerweg führt zum Rosenhof (1 km östlich).

## Geschichte
Nehdorf wurde im Testament des letzten Dornbergers zu Vestenberg, Wolfram von Dornberg, vom 8. Juni 1288 erwähnt; aus den Einkünften eines dortigen Hofes, den er von Sifrid von See gekauft hatte, sollten nach seinem Tod (dieser erfolgte am 9. Juni 1288) Entschädigungszahlungen vorgenommen werden. 1291 wurden aus diesen und anderen Einnahmen aus dem Erbe eine Stiftung beim Kloster Heilsbronn errichtet. Der Nehdorfer Hof ging auf die Herren von Heideck über, die ihn um 1300 gemeinsam mit den Grafen von Oettingen besaßen. 1447 erteilte hierfür Graf Johann von Oettingen einem Karl Holzschuher einen Lehenbrief.
Im 16-Punkte-Bericht des heilsbronnischen Vogtamts Merkendorf aus dem Jahr 1616 wurden für Nehdorf 2 Höfe, 4 Halbhöfe und 3 Güter angegeben, die dem Verwalteramt Merkendorf unterstanden. Das Verwalteramt Merkendorf übte auch das Gemeinderecht und den Hirtenstab aus. Die Fraisch hatte das brandenburg-ansbachische Kasten- und Stadtvogteiamt Windsbach inne. Im Dreißigjährigen Krieg brannte der Ort ab und verödete.
Gegen Ende des 18. Jahrhunderts gab es in Nehdorf 16 Untertansfamilien, die allesamt ansbachisch waren. Zu diesem Zeitpunkt gehörte der Ort bereits zum Fraischbezirk des Oberamtes Ansbach. Von 1797 bis 1808 unterstand der Ort dem Justiz- und Kammeramt Ansbach.
Im Rahmen des Gemeindeedikts wurde Nehdorf dem 1808 gebildeten Steuerdistrikt Großbreitenbronn und der wenig später gegründeten Ruralgemeinde Großbreitenbronn zugeordnet. Mit dem Zweiten Gemeindeedikt (1818) wurde Nehdorf in die neu gebildete Ruralgemeinde Leidendorf umgemeindet. Am 1. Juli 1971 wurde diese im Zuge der Gebietsreform in Bayern in den Markt Weidenbach eingegliedert.

### Einwohnerentwicklung
| Jahr      | 001818 | 001840 | 001861 | 001871 | 001885 | 001900 | 001925 | 001950 | 001961 | 001970 | 001987 | 002008 |
| Einwohner | 93     | 105    | 118    | 104    | 97     | 97     | 90     | 169    | 122    | 112    | 135    | 118    |
| Häuser    | 18     | 20     |        |        | 19     | 24     | 19     | 22     | 20     |        | 29     |        |
| Quelle    | [ 13 ] | [ 14 ] | [ 15 ] | [ 16 ] | [ 17 ] | [ 18 ] | [ 19 ] | [ 20 ] | [ 21 ] | [ 22 ] | [ 23 ] |        |

## Religion
Der Ort ist seit der Reformation evangelisch-lutherisch geprägt und bis heute nach St. Georg (Weidenbach) gepfarrt. Die Einwohner römisch-katholischer Konfession sind nach St. Nikolaus (Burgoberbach) gepfarrt.